# Donja Velika (żupania zagrzebska)
Donja Velika – wieś w Chorwacji, w żupanii zagrzebskiej, w gminie Preseka. W 2011 roku liczyła 68 mieszkańców.